# Stenoxia rubecula
Stenoxia rubecula là một loài bướm đêm trong họ Noctuidae.